# Helene Mayer
Helene Mayer (Offenbach am Main, 20 dicembre 1910 – Monaco di Baviera, 15 ottobre 1953) è stata una schermitrice tedesca, campionessa olimpica, ha gareggiato per la Germania nazista nei giochi olimpici del 1936, nonostante sia stata costretta a lasciare la Germania e stabilirsi negli Stati Uniti perché era di famiglia parzialmente ebraica.
Figlia di Ida Anna Bertha Becker e di Ludwig Karl Mayer, un medico. Il padre era ebreo e la madre luterana. Helene era ebrea secondo il libro Jews and the Olympic Games,. Secondo l'articolo del Daily Herald, intitolato "Helene Mayer, un'atleta ebrea che gareggiò per la Germania Nazista nel 1936, un mistero olimpico rimane", "molti atteggiamenti della vita della Mayer ci dicono che lei non si considerava una ebrea".

## Carriera nella scherma
La Mayer è stata inserita tra le prime 100 atlete femminili del ventesimo secolo da Sports Illustrated.

### Campionato tedesco
La Mayer aveva solamente 13 anni quando vinse il campionato tedesco di Fioretto del 1924. Nel 1930, aveva già vinto 6 campionati tedeschi.

### Olimpiadi
La Mayer vinse una medaglia d'oro nella scherma all'età di 17 anni nei giochi olimpici del 1928 a Amsterdam, in rappresentanza della Germania, vincendo 18 attacchi e perdendone solamente 2.
Finì 5ª classificata nei giochi olimpici del 1932 a Los Angeles. Rimase quindi negli U.S.A. nel 1933 per studiare all'Università della California del Sud, ottenne un diploma da assistente sociale, e gareggiò per lo USC Fencing Club.
La Mayer lasciò la Germania nel 1933, poiché suo padre era ebreo. Accettò l'invito a gareggiare per la Germania nei giochi olimpici del 1936, tenutisi a Berlino, ed è stata una dei parecchi atleti ebrei ma, l'unica ebreo-tedesca a vincere delle medaglie in quell'edizione.

### Competizioni internazionali
Nel 1928 vinse il campionato nazionale italiano.
È stata campionessa europea nel 1929 e nel 1931.
È stata campionessa del mondo nel 1929-31 e nel 1937.

### Campionato statunitense
Infine si stabilì negli Stati Uniti ed ebbe una carriera di successo nella scherma, vincendo il campionato femminile di fioretto 8 volte tra il 1934 ed il '46 (1934, '35, '37, '38, '39, '41, '42, e '46).

### Il ritorno in Germania e la morte
Nel 1952 la Mayer fece ritorno in Germania, dove sposò un suo vecchio amico, Erwin Falkner von Sonnenburg, in una tranquilla cerimonia a Monaco. La coppia si stabilì sulle colline vicino a Stoccarda, prima di stabilirsi a Heidelberg dove lei morì di cancro al seno nell'ottobre del 1953, a 42 anni.

## Hall of Fame
Venne inclusa nella USFA Hall of Fame nel 1963.

## Trofei
- 1924:  Campionato tedesco di fioretto
- 1925:  Campionato tedesco di fioretto
- 1926:  Campionato tedesco di fioretto
- 1927:  Campionato tedesco di fioretto
- 1928:  Campionato tedesco di fioretto
  - Medaglia d'oro olimpica, Fioretto, Squadra tedesca
  - Primo posto, Campionato italiano di fioretto
- 1929:  Campionato tedesco di fioretto
  - Campionato del mondo di fioretto
- 1930:  Campionato tedesco di fioretto
- 1931:  Campionato del mondo di fioretto
- 1932:  Squadra Olimpica tedesca di fioretto
- 1933:  Campionato Statunitense di Fioretto (outdoors)
- 1934:  Campionato Statunitense di Fioretto
- 1935:  Campionato Statunitense di Fioretto
- 1936:  Medaglia d'argento olimpica, Fioretto, Squadra tedesca
- 1937:  Campionato Statunitense di Fioretto
  - Campionato del mondo di fioretto
- 1938:  Campionato Statunitense di Fioretto
- 1939:  Campionato Statunitense di Fioretto
- 1941:  Campionato Statunitense di Fioretto
- 1942:  Campionato Statunitense di Fioretto
- 1946:  Campionato Statunitense di Fioretto

.